# Jaguar TCS Racing
A Jaguar TCS Racing é uma equipe britânica de automobilismo que atualmente compete no Campeonato Mundial de Fórmula E da FIA, uma categoria de corridas para monopostos elétricos. A equipe fez sua estreia na categoria na temporada de 2016–17. É de propriedade da Jaguar Land Rover e está baseada em Grove, Oxfordshire, no Reino Unido.

## História
Os rumores de uma possível entrada da Jaguar na Fórmula E iniciaram em meados de 2015. As intenções da Jaguar de entrar na Fórmula E foram reveladas oficialmente em dezembro daquele ano. Ao contrário de sua campanha na Fórmula 1, a equipe entraria na categoria como fabricante, desenvolvendo seu próprio trem de força. A Jaguar Racing fez um parceria com a Williams Advanced Engineering para executar seu programa de Fórmula E, com o aspecto operacional da equipe ficando baseado nas instalações da Williams em Grove, bem como em uma unidade em Donington Park. A equipe fez sua estreia na terceira temporada da Fórmula E, substituindo a Trulli Formula E Team, que havia se retirado da Fórmula E na temporada de 2015–16.

### Temporada de 2016–17
Em 19 de agosto de 2016, foi anunciado que a Jaguar traria o campeão da A1 GP Adam Carroll, o campeão da Le Mans Harry Tincknell e os campeões da GP3 de 2012 e 2014, respectivamente Mitch Evans e Alex Lynn para o teste de pré-temporada da Fórmula E em Donington Park, com planos para um lançamento da equipe em 8 de setembro de 2016. Carroll e Evans foram subsequentemente contratados como pilotos titulares da equipe e a Panasonic foi nomeada como o patrocinador principal da equipe, que foi batizada de Panasonic Jaguar Racing.

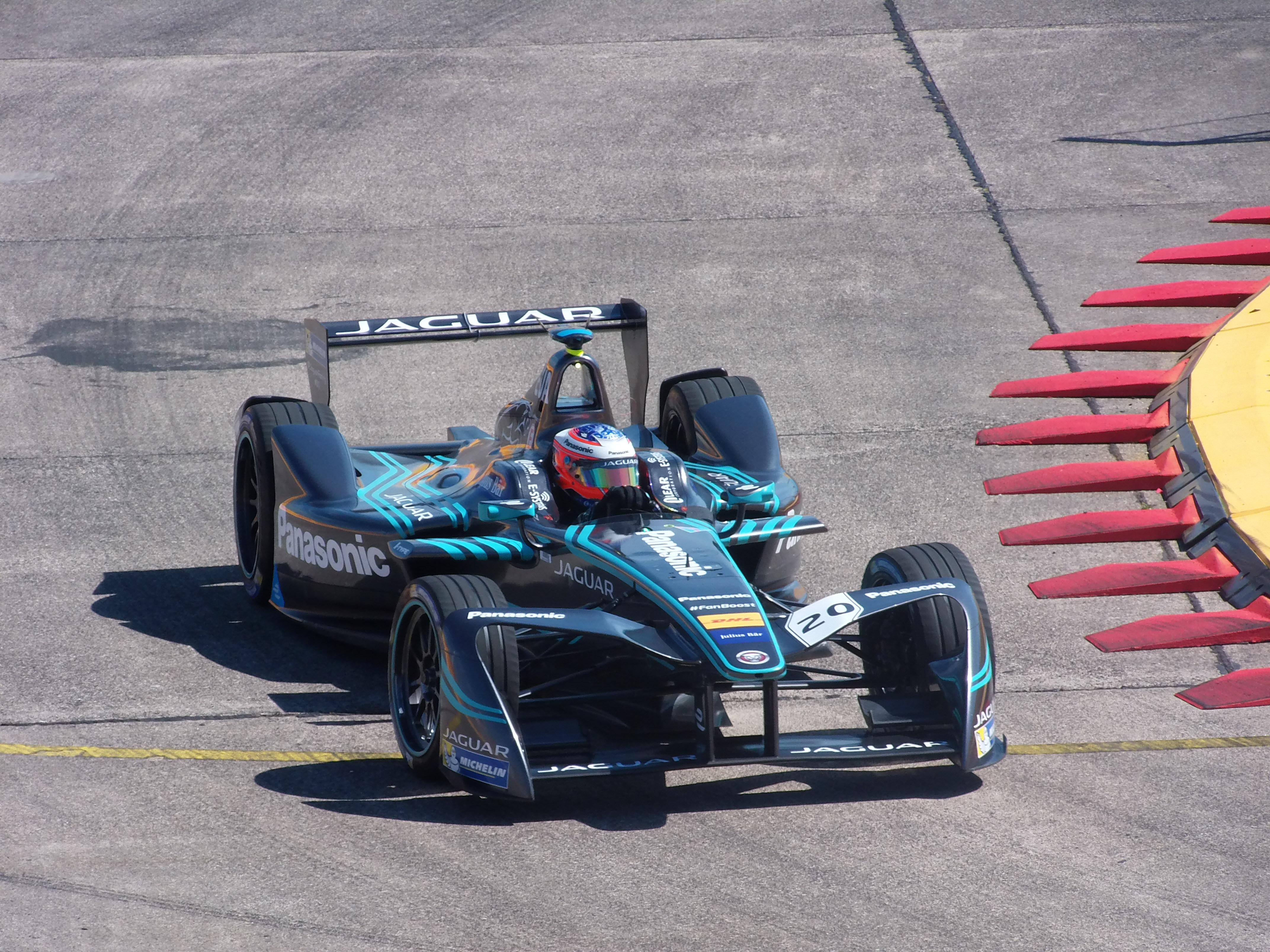
Mitch Evans no ePrix de Berlim de 2017.

A Jaguar terminaria a temporada de 2016-17 na décima e última posição na classificação do campeonato das equipes, com o melhor resultado sendo um quarto lugar no ePrix da Cidade do México de 2017.

### Temporada de 2017–18
Para a temporada de 2017-18, a Jaguar anunciou a permanência de Mitch Evans e a contratação do campeão da temporada de 2014-15, o piloto brasileiro Nelson Piquet Jr. como substituto para Adam Carroll. No primeiro evento da temporada em Hong Kong, a Jaguar marcou pontos nas duas corridas do fim de semana e conquistou seu primeiro pódio na categoria quando Mitch Evans herdou o terceiro lugar depois de uma desclassificação pós-corrida de Daniel Abt.

### Temporada de 2020–21
Em 14 de julho de 2020, a Jaguar se tornou a primeira equipe a anunciar sua formação de pilotos para a temporada de 2020–21, após a contratação de Sam Bird e Evans permanecer com a equipe, pois ele havia assinado um contrato de vários anos antes da temporada de 2019–20. Em outubro de 2020, a Jaguar revelou a versão de desenvolvimento do seu trem de força I-Type 5, com a equipe apenas se referindo a si mesma como Jaguar Racing, separando-se discretamente do patrocinador principal, a Panasonic.

### Temporada de 2021–22
Em 2 de novembro de 2021, a equipe anunciou sua mais recente renomeação para Jaguar TCS Racing, além de confirmar a formação de pilotos inalterada de Bird e Evans para a disputa da temporada de 2021–22. Thierry Bolloré também foi confirmado como novo presidente da equipe.
O diretor executivo da Jaguar Land Rover, Thierry Bolloré, deixou o cargo em novembro de 2022. Sem nenhum substituto direto anunciado para o cargo de presidente da Jaguar Racing, James Barclay continuou sendo a única autoridade oficial da equipe que estava entrando na era Gen3 da Fórmula E.

### Temporada de 2022–23
A Jaguar manteve Evans e Bird para sua estreia na era Gen3. Em 2022, foi anunciado que a Jaguar passaria a fornecer trens de força para a equipe a partir da temporada de 2022–23, após assinar um contrato de múltiplos anos.

### Temporada de 2023–24
Antes do início da temporada de 2023–24 da Fórmula E, a Jaguar TCS Racing mudou-se oficialmente para sua nova sede técnica, situada em Kidlington, em Oxfordshire, Reino Unido. A fabricante britânica optou por se mudar para a nova instalação Fortescue WAE, que havia sido inaugurada recentemente. Em 12 de janeiro de 2024, foi anunciado que Joel Eriksson e Tom Dillmann permaneceriam como pilotos de teste, reserva e simulador da equipe, para a temporada de 2023–24. Nick Cassidy substituiu Sam Bird como parceiro de Evans. Nesta temporada, a Jaguar conquistou os seus dois primeiros títulos na Fórmula E: o Campeonato de Equipes, derrotando a equipe da Porsche por uma margem de 36 pontos e, o Troféu das Fabricantes, derrotando também a Porsche, por uma margem de apenas 4 pontos.

## Resultados
(legenda) (resultados em negrito indicam pole position; resultados em itálico indicam volta mais rápida)
| Ano     | Nome                    | Chassi        | Trem de força   | Pneu | N.° | Piloto            | 1   | 2   | 3   | 4   | 5   | 6   | 7   | 8   | 9   | 10  | 11  | 12  | 13  | 14  | 15  | 16  | 17 | Pontos | Class. |
| ------- | ----------------------- | ------------- | --------------- | ---- | --- | ----------------- | --- | --- | --- | --- | --- | --- | --- | --- | --- | --- | --- | --- | --- | --- | --- | --- | -- | ------ | ------ |
| 2016–17 | Panasonic Jaguar Racing | Spark SRT01-e | Jaguar I-Type 1 | M    |     |                   | HKG | MAR | BNA | CMX | MON | PAR | BER | BER | NIQ | NIQ | MTR | MTR |     |     |     |     |    | 27     | 10°    |
| 2016–17 | Panasonic Jaguar Racing | Spark SRT01-e | Jaguar I-Type 1 | M    | 20  | Mitch Evans       | Ret | 17  | 13  | 4   | 10  | 9   | Ret | 17  | Ret | Ret | 7   | 12  |     |     |     |     |    | 27     | 10°    |
| 2016–17 | Panasonic Jaguar Racing | Spark SRT01-e | Jaguar I-Type 1 | M    | 47  | Adam Carroll      | 12  | 14  | 17  | 8   | 14  | 15  | 14  | 16  | 10  | 11  | 16  | 14  |     |     |     |     |    | 27     | 10°    |
| 2017–18 | Panasonic Jaguar Racing | Spark SRT01-e | Jaguar I-Type 2 | M    |     |                   | HKG | HKG | MAR | SAN | CMX | PDE | ROM | PAR | BER | ZUR | NIQ | NIQ |     |     |     |     |    | 119    | 6°     |
| 2017–18 | Panasonic Jaguar Racing | Spark SRT01-e | Jaguar I-Type 2 | M    | 3   | Nelson Piquet Jr. | 4   | 12  | 4   | 6   | 4   | Ret | Ret | Ret | 12  | Ret | Ret | 7   |     |     |     |     |    | 119    | 6°     |
| 2017–18 | Panasonic Jaguar Racing | Spark SRT01-e | Jaguar I-Type 2 | M    | 20  | Mitch Evans       | 12  | 3   | 11  | 7   | 6   | 4   | 9   | 15  | 6   | 7   | Ret | 6   |     |     |     |     |    | 119    | 6°     |
| 2018–19 | Panasonic Jaguar Racing | Spark SRT05e  | Jaguar I-Type 3 | M    |     |                   | DAR | MAR | SAN | CMX | HKG | SNY | ROM | PAR | MON | BER | SUI | NIQ | NIQ |     |     |     |    | 116    | 7°     |
| 2018–19 | Panasonic Jaguar Racing | Spark SRT05e  | Jaguar I-Type 3 | M    | 3   | Nelson Piquet Jr. | 10  | 14  | 11  | Ret | Ret | Ret |     |     |     |     |     |     |     |     |     |     |    | 116    | 7°     |
| 2018–19 | Panasonic Jaguar Racing | Spark SRT05e  | Jaguar I-Type 3 | M    | 3   | Alex Lynn         |     |     |     |     |     |     | 12  | Ret | 8   | Ret | 7   | Ret | 16  |     |     |     |    | 116    | 7°     |
| 2018–19 | Panasonic Jaguar Racing | Spark SRT05e  | Jaguar I-Type 3 | M    | 20  | Mitch Evans       | 4   | 9   | 6   | 7   | 7   | 9   | 1   | 16  | 6   | 12  | 2   | 2   | 17  |     |     |     |    | 116    | 7°     |
| 2019–20 | Panasonic Jaguar Racing | Spark SRT05e  | Jaguar I-Type 4 | M    |     |                   | DAR | DAR | SAN | CMX | MAR | BER | BER | BER | BER | BER | BER |     |     |     |     |     |    | 81     | 7°     |
| 2019–20 | Panasonic Jaguar Racing | Spark SRT05e  | Jaguar I-Type 4 | M    | 20  | Mitch Evans       | 10  | 18  | 3G  | 1G  | 6   | 14  | 12  | 9   | 7   | 7   | 11  |     |     |     |     |     |    | 81     | 7°     |
| 2019–20 | Panasonic Jaguar Racing | Spark SRT05e  | Jaguar I-Type 4 | M    | 51  | James Calado      | 16  | 7   | 8   | DSQ | 16  | 16  | 20  | Ret | 17  |     |     |     |     |     |     |     |    | 81     | 7°     |
| 2019–20 | Panasonic Jaguar Racing | Spark SRT05e  | Jaguar I-Type 4 | M    | 51  | Tom Blomqvist     |     |     |     |     |     |     |     |     |     | 12  | 17  |     |     |     |     |     |    | 81     | 7°     |
| 2020–21 | Jaguar Racing           | Spark SRT05e  | Jaguar I-Type 5 | M    |     |                   | DAR | DAR | ROM | ROM | VAL | VAL | MON | PUE | PUE | NIO | NIO | LON | LON | BER | BER |     |    | 177    | 2°     |
| 2020–21 | Jaguar Racing           | Spark SRT05e  | Jaguar I-Type 5 | M    | 10  | Sam Bird          | Ret | 1   | 2   | Ret | DSQ | 14  | 7   | Ret | 12  | 9   | 1G  | Ret | Ret | Ret | 7   |     |    | 177    | 2°     |
| 2020–21 | Jaguar Racing           | Spark SRT05e  | Jaguar I-Type 5 | M    | 20  | Mitch Evans       | 3   | Ret | 3   | 6   | Ret | 15  | 3   | 8   | 9   | Ret | 13  | 14  | 3   | 3   | Ret |     |    | 177    | 2°     |
| 2021–22 | Jaguar TCS Racing       | Spark SRT05e  | Jaguar I-Type 5 | M    |     |                   | DAR | DAR | CMX | ROM | ROM | MON | BER | BER | JAC | MAR | NIO | NIO | LON | LON | SEU | SEU |    | 231    | 4°     |
| 2021–22 | Jaguar TCS Racing       | Spark SRT05e  | Jaguar I-Type 5 | M    | 9   | Mitch Evans       | 10  | 21  | 19  | 1   | 1   | 2   | 5   | 10  | 1   | 3   | 11  | 3   | 5   | Ret | 1   | 7   |    | 231    | 4°     |
| 2021–22 | Jaguar TCS Racing       | Spark SRT05e  | Jaguar I-Type 5 | M    | 10  | Sam Bird          | 4   | 15  | 15  | 5   | Ret | Ret | 7   | 11  | 10  | 9   | 7   | 5   | Ret | 8   |     |     |    | 231    | 4°     |
| 2021–22 | Jaguar TCS Racing       | Spark SRT05e  | Jaguar I-Type 5 | M    | 10  | Norman Nato       |     |     |     |     |     |     |     |     |     |     |     |     |     |     | 13  | 14  |    | 231    | 4°     |
| 2022–23 | Jaguar TCS Racing       | Spark Gen3    | Jaguar I-Type 6 | H    |     |                   |     | CMX | DAR | DAR | CCB | SPL | BER | BER | MON | JAC | JAC | PRT | ROM | ROM | LON | LON |    | 292    | 2°     |
| 2022–23 | Jaguar TCS Racing       | Spark Gen3    | Jaguar I-Type 6 | H    | 9   | Mitch Evans       | 8   | 10  | 7   | Ret | 11  | 1   | 1   | 4   | 2   | Ret | 3   | 4   | 1   | Ret | 1   | 2   |    | 292    | 2°     |
| 2022–23 | Jaguar TCS Racing       | Spark Gen3    | Jaguar I-Type 6 | H    | 10  | Sam Bird          | Ret | 3   | 4   | Ret | WD  | 3   | 2   | 19  | 16  | 20† | DNS | 17  | Ret | 3   | 4   | 7   |    | 292    | 2°     |
| 2023–24 | Jaguar TCS Racing       | Spark Gen3    | Jaguar I-Type 6 | H    |     |                   | CMX | DAR | DAR | SAO | TOQ | MIS | MIS | MON | BER | BER | XAN | XAN | PRT | PRT | LON | LON |    | 368    | 1°     |
| 2023–24 | Jaguar TCS Racing       | Spark Gen3    | Jaguar I-Type 6 | H    | 9   | Mitch Evans       | 5   | 5   | 10  | 2   | 15  | 5   | NC  | 1   | 4   | 6   | 1   | 5   | 8   | 3   | 2   | 3   |    | 368    | 1°     |
| 2023–24 | Jaguar TCS Racing       | Spark Gen3    | Jaguar I-Type 6 | H    | 37  | Nick Cassidy      | 3   | 3   | 1   | Ret | 5   | Ret | 3   | 2   | 1   | 2   | 3   | 4   | 19  | 13  | 7   | Ret |    | 368    | 1°     |
| 2024–25 | Jaguar TCS Racing       | Spark Gen3    | Jaguar I-Type 7 | H    |     |                   | SPL | MEX | GID | GID | MIA | MON | MON | TOQ | TOQ | XAN | XAN | JAC | BER | BER | LON | LON |    | 0*     | º*     |
| 2024–25 | Jaguar TCS Racing       | Spark Gen3    | Jaguar I-Type 7 | H    | 9   | Mitch Evans       |     |     |     |     |     |     |     |     |     |     |     |     |     |     |     |     |    | 0*     | º*     |
| 2024–25 | Jaguar TCS Racing       | Spark Gen3    | Jaguar I-Type 7 | H    | 37  | Nick Cassidy      |     |     |     |     |     |     |     |     |     |     |     |     |     |     |     |     |    | 0*     | º*     |

Notas
* Temporada ainda em andamento.
† – O piloto não terminou o ePrix, mas foi classificado por ter completado 90% da corrida.
G – Volta mais rápida na fase de grupos da classificação.

### Outras equipes fornecidas pela Jaguar
| Ano     | Equipe          | Chassi     | Trem de força   | Pneu | N.° | Pilotos         | Ponto | Pos. | Fonte  |
| ------- | --------------- | ---------- | --------------- | ---- | --- | --------------- | ----- | ---- | ------ |
| 2022–23 | Envision Racing | Spark Gen3 | Jaguar I-Type 6 | H    | 16  | Sébastien Buemi | 304   | 1°   | [ 25 ] |
| 2022–23 | Envision Racing | Spark Gen3 | Jaguar I-Type 6 | H    | 37  | Nick Cassidy    | 304   | 1°   | [ 25 ] |
| 2023–24 | Envision Racing | Spark Gen3 | Jaguar I-Type 6 | H    | 4   | Robin Frijns    | 121   | 6°   | [ 25 ] |
| 2023–24 | Envision Racing | Spark Gen3 | Jaguar I-Type 6 | H    | 4   | Joel Eriksson   | 121   | 6°   | [ 25 ] |
| 2023–24 | Envision Racing | Spark Gen3 | Jaguar I-Type 6 | H    | 16  | Sébastien Buemi | 121   | 6°   | [ 25 ] |
| 2023–24 | Envision Racing | Spark Gen3 | Jaguar I-Type 6 | H    | 16  | Paul Aron       | 121   | 6°   | [ 25 ] |
| 2024–25 | Envision Racing | Spark Gen3 | Jaguar I-Type 7 | H    | 4   | Robin Frijns    | 0*    | °*   | [ 25 ] |
| 2024–25 | Envision Racing | Spark Gen3 | Jaguar I-Type 7 | H    | 16  | Sébastien Buemi | 0*    | °*   | [ 25 ] |

Nota
* Temporada ainda em andamento.